# Bathippus semiannulifer
Bathippus semiannulifer là một loài nhện trong họ Salticidae.
Loài này thuộc chi Bathippus. Bathippus semiannulifer được Embrik Strand miêu tả năm 1911.